# 藤井敬慎

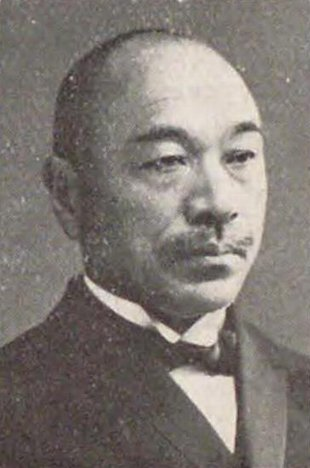
藤井敬慎

藤井 敬慎（ふじい けいしん、元治元年11月29日（1864年12月27日） - 昭和7年（1932年）8月12日）は、日本の衆議院議員（憲政会→立憲民政党）。教育者。

## 経歴
肥後国上益城郡御船町に緒方瀬平の二男に生まれ、下益城郡河江村（現宇城市）の藤井哲三の養子となった。1882年（明治15年）、熊本県師範学校を卒業。小学校訓導、同校長、郡視学、私立済々黌外塾教員・寮監を務めた。その後、政界に転じて熊本県会議員、同副議長、同議長を歴任した。
1924年（大正13年）、第15回衆議院議員総選挙に出馬し、当選を果たした。
その他、吉野製糸株式会社取締役、南薫酒造株式会社取締役を務めた。

## 親族
- 安達謙蔵 - 長男妻の父。四女夫の養父。
- 蔵原敏捷 - 娘の夫。